# Бюрен (Німеччина)
Бюрен (нім. Bühren) — громада в Німеччині, розташована в землі Нижня Саксонія. Входить до складу району Геттінген. Складова частина об'єднання громад Дрансфельд.
Площа — 13,99 км2. Населення становить 521 ос. (станом на 31 грудня 2021).

## Галерея

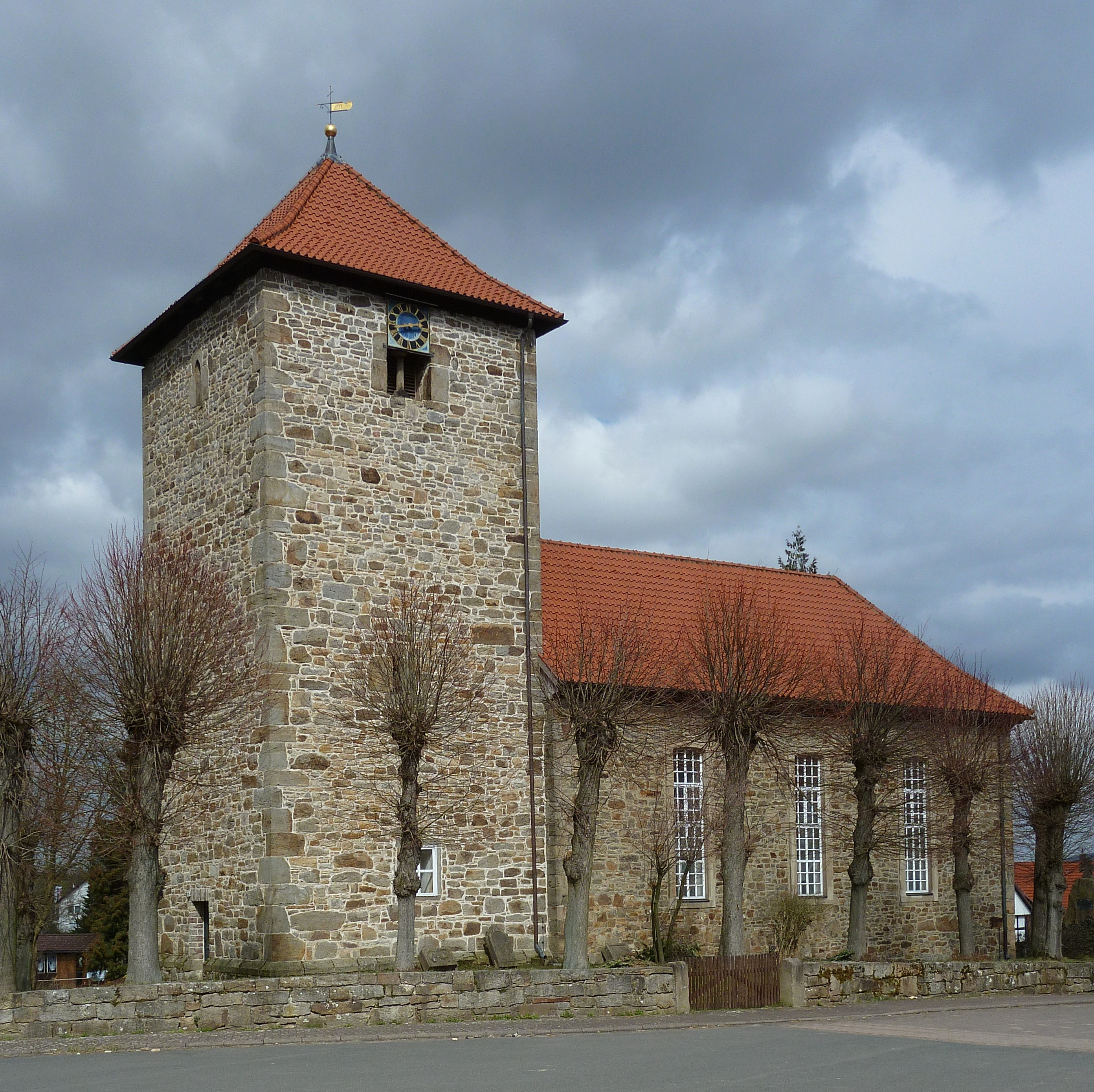
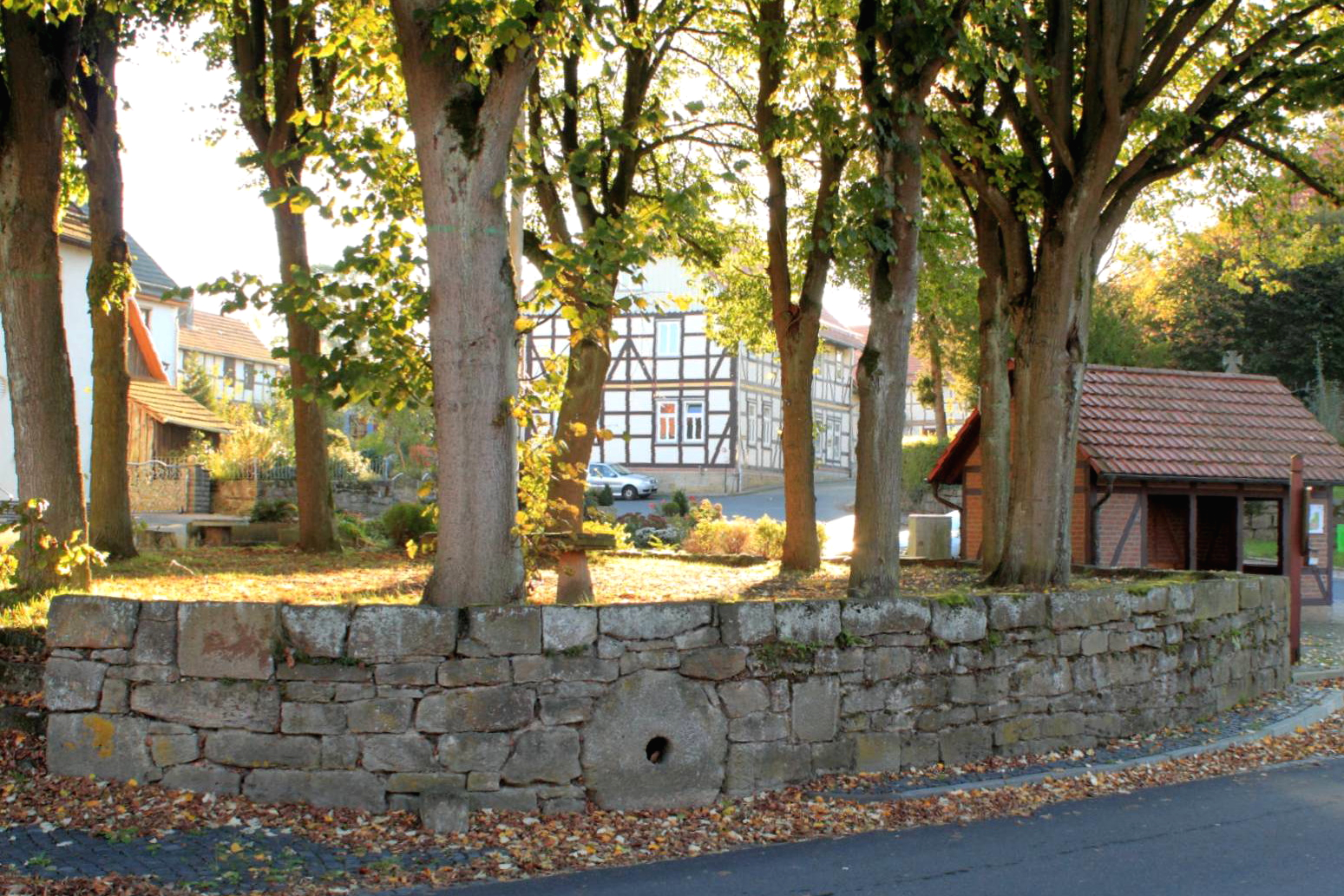
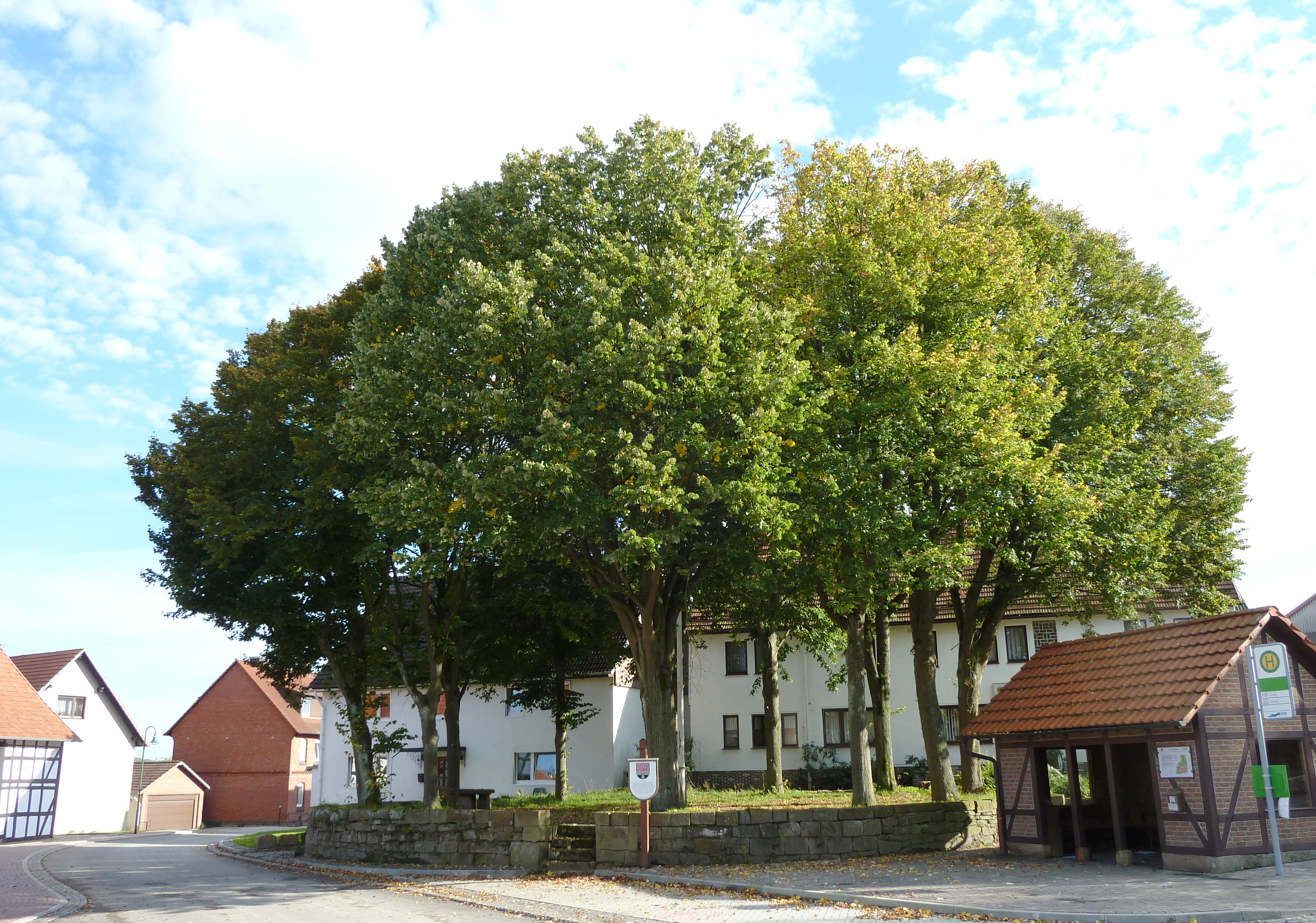
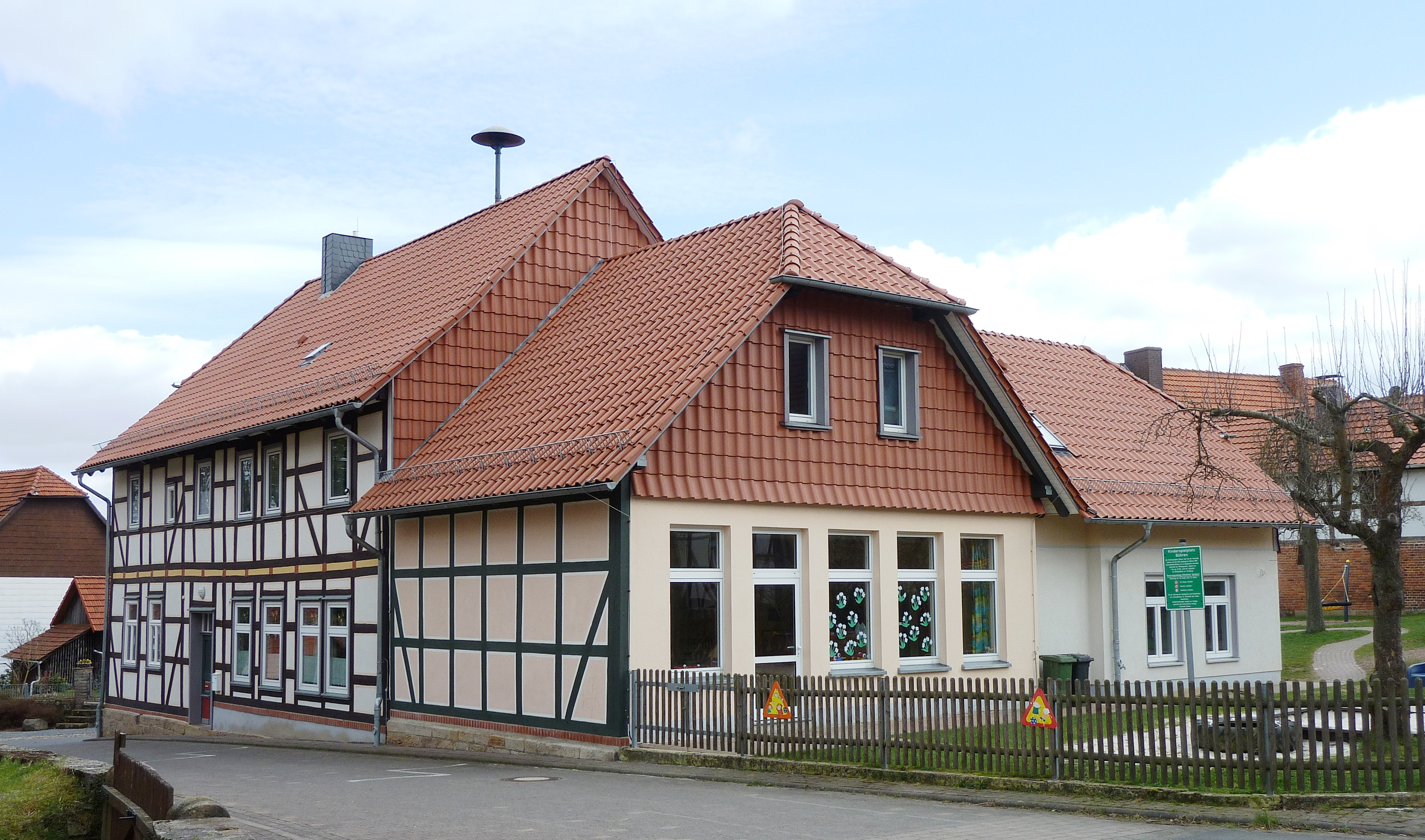
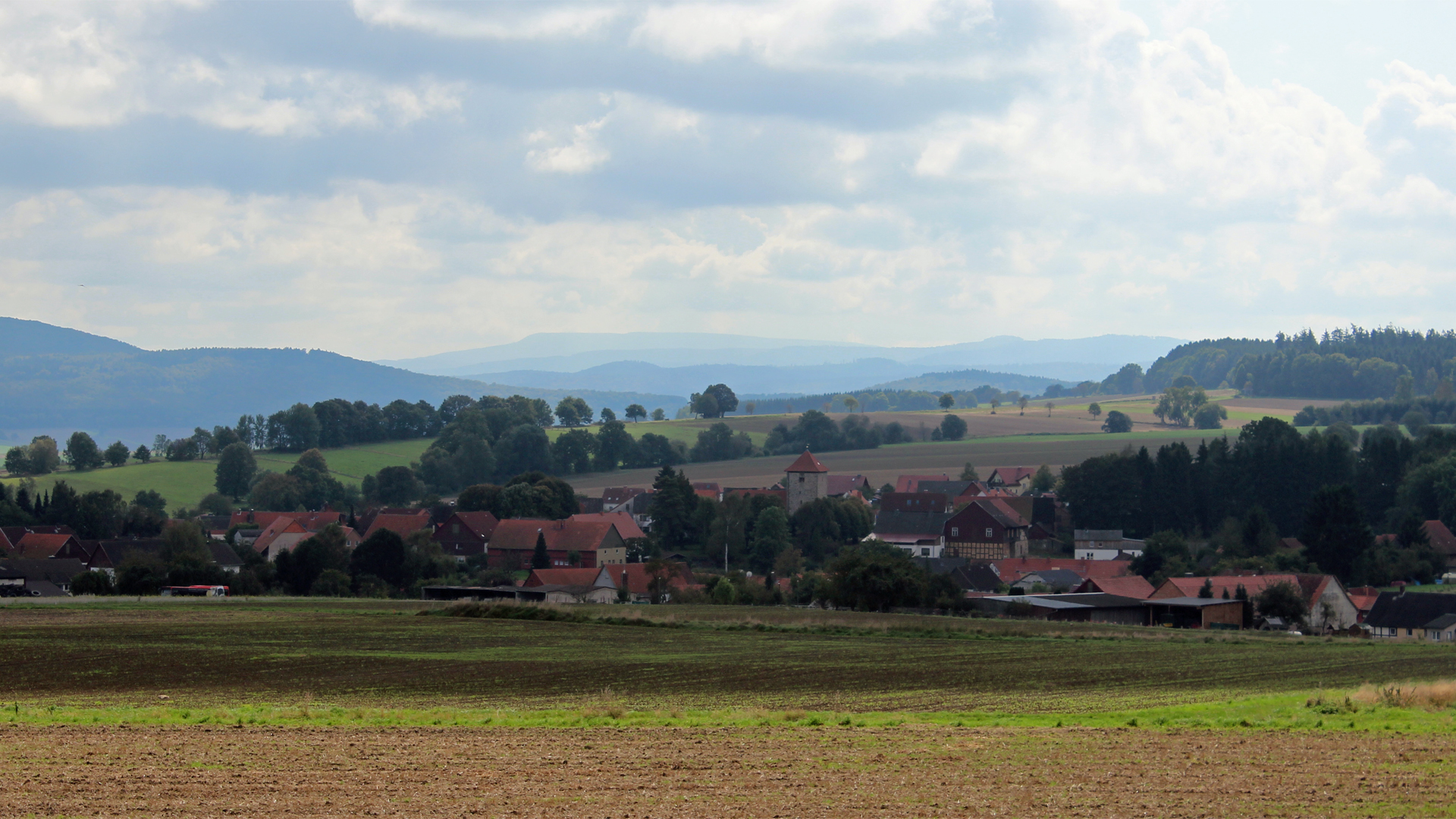